# Wildenstein (Eschau)

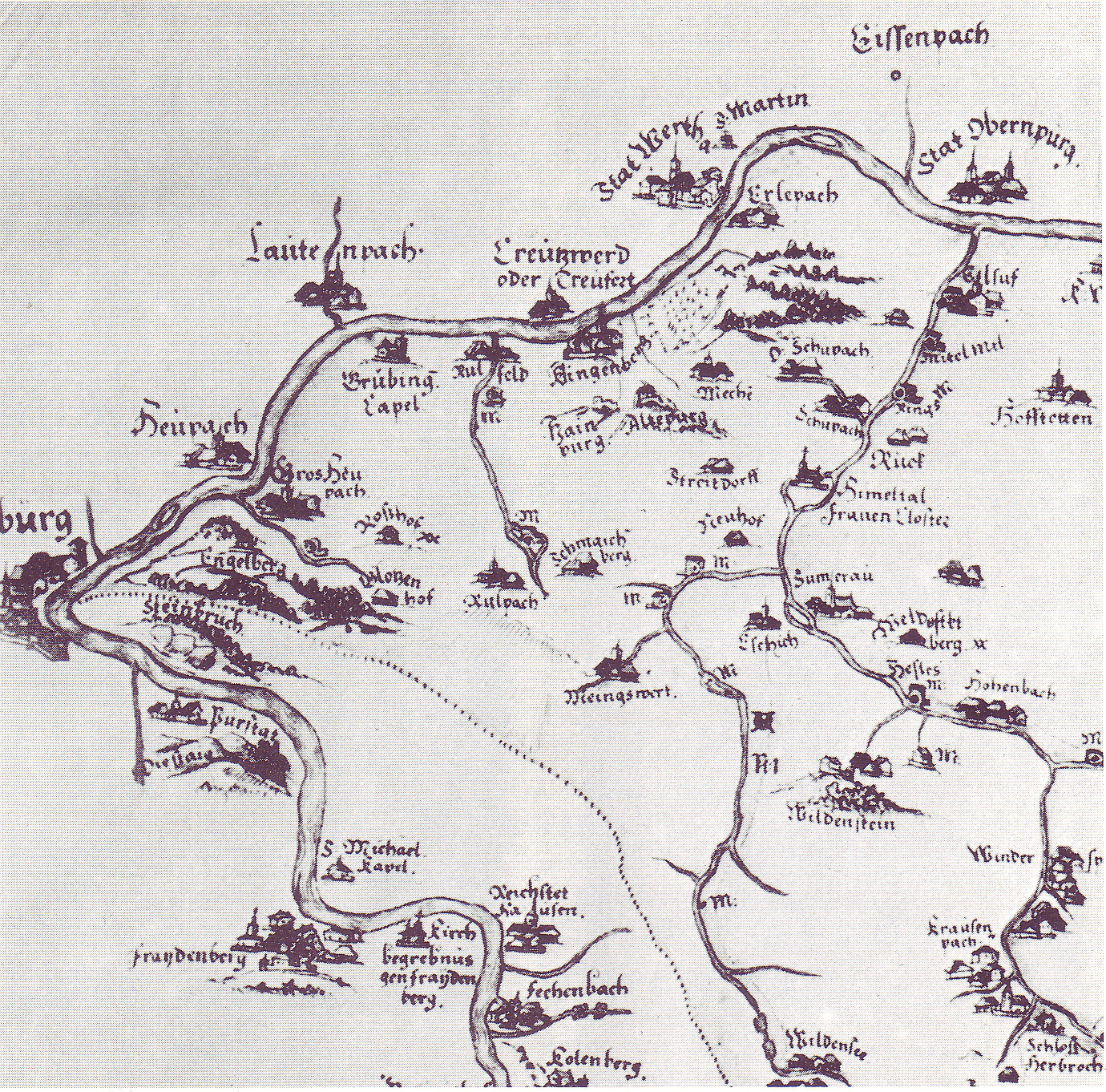
Eschau („Eschich“), Sommerau („Sumerau“), Hobbach („Hohenbach“) und Wildenstein in der Karte des Spessarts von Paul Pfinzing von 1594 (Norden ist rechts)

Wildenstein ist ein Gemeindeteil des Marktes Eschau im unterfränkischen Landkreis Miltenberg in Bayern.

## Geographie
Das Dorf Wildenstein liegt im Spessart am Rande des Wildensteiner Forstes, nordwestlich von Eschau. Im Dorf entspringt der Brunnfloßgraben, der unterhalb der Hesselsmühle in die Elsava mündet. Am nördlichen Ortsrand befindet sich die Ruine Burg Wildenstein. Wildenstein liegt in der Gemarkung Eschau.